# Parilcirolana setosa
Parilcirolana setosa is een pissebed uit de familie Cirolanidae. De wetenschappelijke naam van de soort is voor het eerst geldig gepubliceerd in 2001 door Yu & Li.